# Sonate K. 359
La sonate K. 359 (F.305/L.448) en ré majeur est une œuvre pour clavier du compositeur italien Domenico Scarlatti.

## Présentation
La sonate K. 359 en ré majeur est notée Allegrissimo. Une section quasi improvisée évoque curieusement des similarités avec la K. 339. W. Dean Sutcliffe pour sa part note plusieurs ressemblances de constructions avec la K. 426.

## Manuscrits
Le manuscrit principal est le numéro 2 du volume VIII (Ms. 9779) de Venise (1754), copié pour Maria Barbara ; l'autre est Parme X 12 (Ms. A. G. 31415).

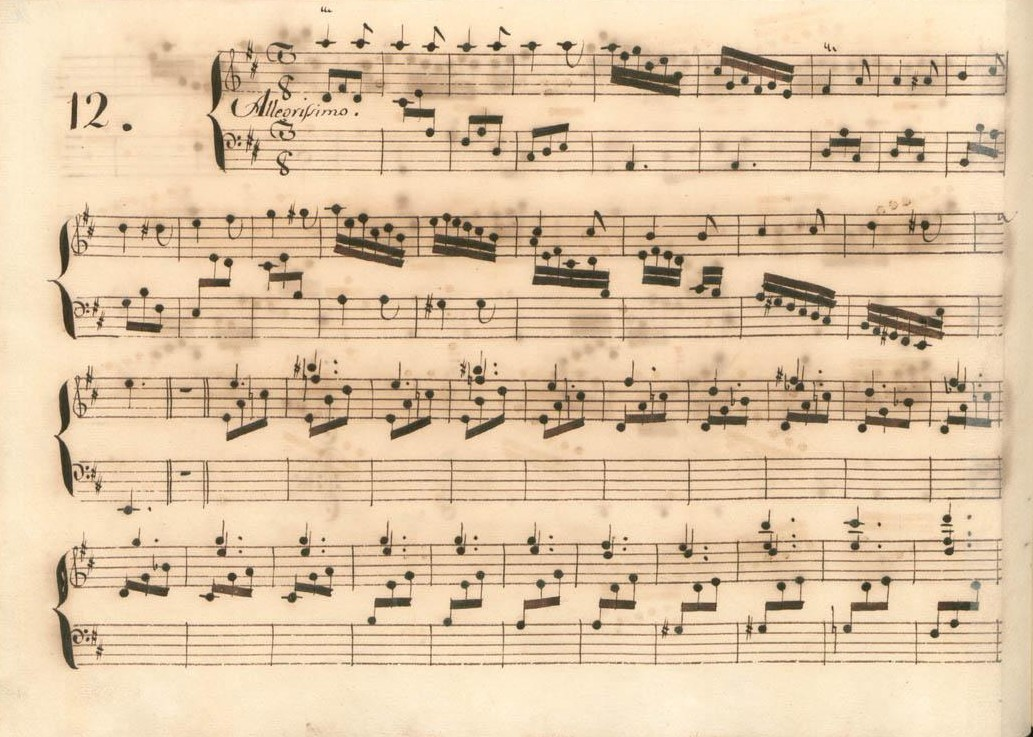
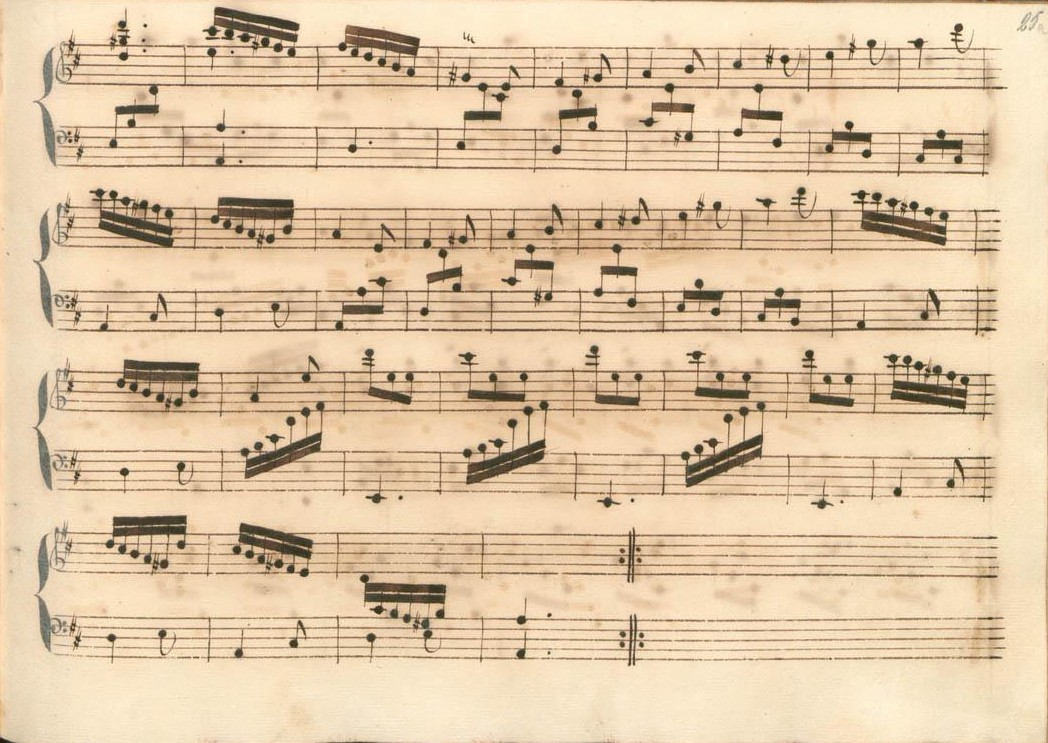
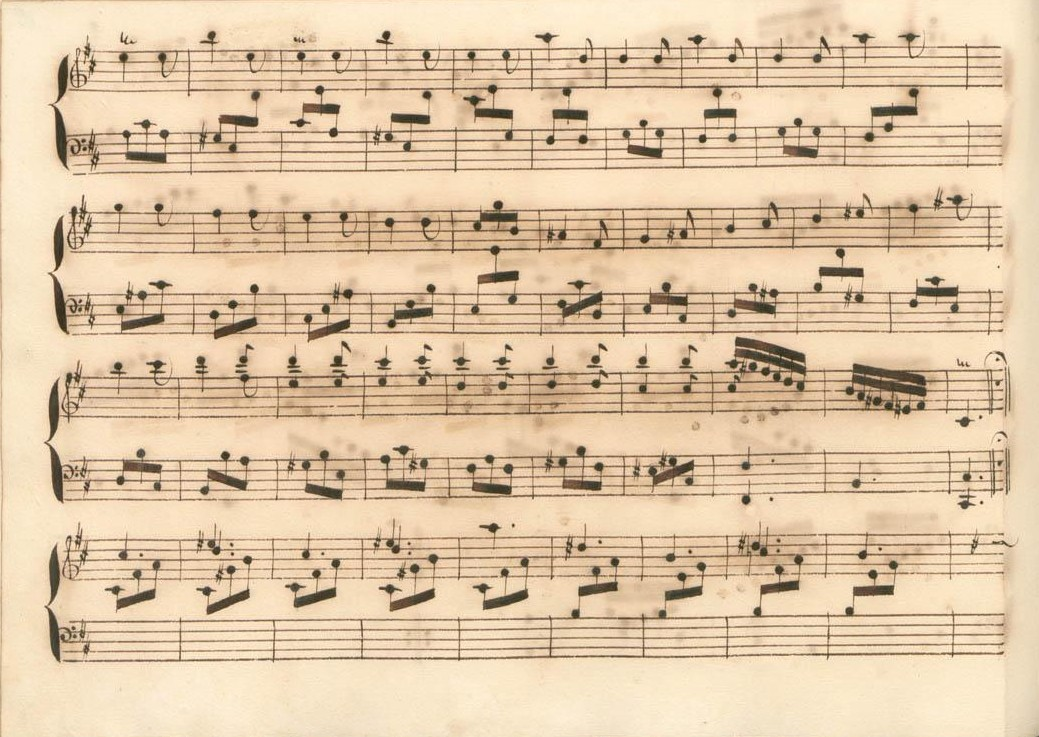
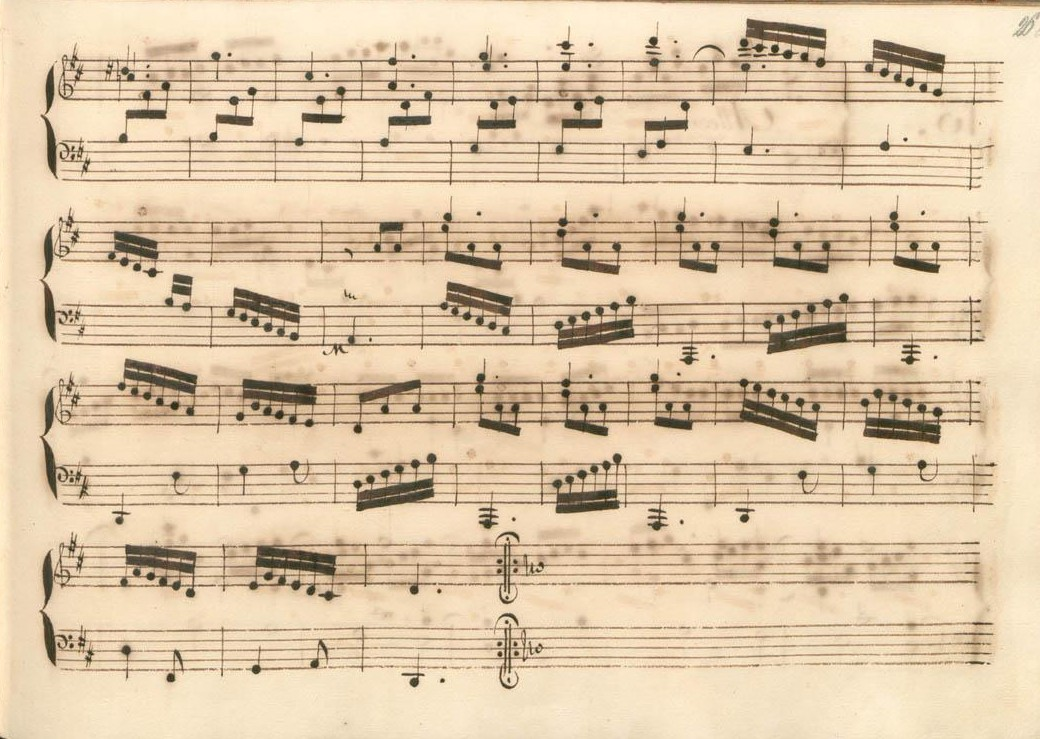

## Interprètes
La sonate K. 359 est défendue au piano notamment par Carlo Grante (2013, Music & Arts, vol. 4) et Goran Filipec (2017, Naxos, vol. 19) ; au clavecin par Scott Ross (1985, Erato), Richard Lester (2003, Nimbus, vol. 3) et Pieter-Jan Belder (Brilliant Classics, vol. 8). Teodoro Anzellotti l'interprète à l'accordéon (2001, Winter & Winter).

## Sources
: document utilisé comme source pour la rédaction de cet article.
- Ralph Kirkpatrick (trad. de l'anglais par Dennis Collins), Domenico Scarlatti, Paris, Lattès, coll. « Musique et Musiciens », 1982 (1re éd. 1953 (en)), 493 p. (ISBN 978-2-7096-0118-4, OCLC 954954205, BNF 34689181).
- Alain de Chambure, « Domenico Scarlatti : Intégrale des sonates — Scott Ross », Erato (2564-62092-2), 1985 (OCLC 891183737) .
- (en) W. Dean Sutcliffe, The Keyboard Sonatas of Domenico Scarlatti and Eighteenth-Century Musical Style, Cambridge / New York, Cambridge University Press, 2008, xi-400 (ISBN 978-0-521-07122-2, OCLC 1005658462, BNF 42017486), p. 357.
- (en) Carlo Grante, « Domenico Scarlatti, intégrale des sonates pour clavier (vol. 4) », Music & Arts (CD-1293), 2016 (OCLC 1020680576) .